# Tazzjana Hrabjantschuk
Tazzjana Hrabjantschuk (belarussisch Тацяна Грабянчук, engl. Transkription Tatsiana Hrabyanchuk; * 22. November 1962) ist eine ehemalige belarussische Mittelstreckenläuferin, die bis 1991 für die Sowjetunion antrat.

## Sportliche Laufbahn
Erste internationale Erfahrungen sammelte Tazzjana Hrabjantschuk im Jahr 1989, als sie bei den Halleneuropameisterschaften in Den Haag in 2:01,63 min die Bronzemedaille im 800-Meter-Lauf hinter der Rumänin Doina Melinte und Ellen Kießling aus der DDR gewann. Anschließend gewann sie bei den Hallenweltmeisterschaften in Budapest in 1:59,53 min die Silbermedaille hinter Christine Wachtel aus der DDR. Im Jahr darauf gewann sie bei den Goodwill Games in Seoul in 1:58,21 min die Bronzemedaille über 800 Meter hinter der Kubanerin Ana Fidelia Quirot und ihrer Landsfrau Lilija Nurutdinowa und mit der sowjetischen B-Mannschaft in der 4-mal-400-Meter-Staffel gewann sie in 3:30,60 min gemeinsam mit Nadeschda Loboiko, Nadija Olisarenko und Lilija Nurutdinowa die Bronzemedaille hinter dem A-Team aus der Sowjetunion und den Vereinigten Staaten. Anschließend schied sie bei den Europameisterschaften in Split mit 2:01,43 min im Halbfinale über 800 Meter aus. Nach einer zweijährigen Wettkampfpause, bestritt sie 1993 noch vereinzelt Wettkämpfe, ehe sie ihre aktive Karriere im Alter von 30 Jahren beendete.
1989 wurde Hrabjantschuk sowjetische Meisterin im 800-Meter-Lauf.

## Persönliche Bestleistungen
- 800 Meter: 1:57,35 min, 7. Juli 1990 in Kiew
  - 800 Meter (Halle): 1:59,53 min, 5. März 1989 in Budapest